# Roman Bartnicki
Roman Józef Bartnicki (ur. 28 lutego 1943 w Rządzy) – polski duchowny rzymskokatolicki, prałat papieski, profesor nauk teologicznych, biblista. Rektor Akademii Teologii Katolickiej w latach 1996–1999, przekształconej w Uniwersytet Kardynała Stefana Wyszyńskiego w Warszawie, którego pozostał rektorem do 2005.

## Życiorys
Studia podjął w 1960 roku w Metropolitalnym Seminarium Duchownym w Warszawie. Święcenia kapłańskie otrzymał w 1966 roku. Kontynuował studia na Katolickim Uniwersytecie Lubelskim na Wydziale Teologicznym o specjalności biblijnej, a następnie w Papieskim Instytucie Biblijnym w Rzymie.
Dziekan Wydziału Teologii Uniwersytetu Kardynała Stefana Wyszyńskiego w Warszawie, były rektor tej uczelni (początkowo ATK 1996–1999, później UKSW 1999–2005). Konsultor Sekcji Nauk Biblijnych przy Episkopacie Polski.

## Nagrody i odznaczenia
- Honorowy Obywatel Gminy Warszawa-Bielany[2]
- 11 marca 2002 – wyróżniony odznaką „Zasłużony dla Warszawy” (nr legitymacji 139)[3]
- 5 października 2009 – za wybitne zasługi w działalności naukowo-dydaktycznej, za osiągnięcia w pracy duszpasterskiej został odznaczony Krzyżem Kawalerskim Orderu Odrodzenia Polski[4]
- 28 maja 2013 – odznaczony Złotym Medalem za Długoletnią Służbę[5]
- 2018 – został odznaczony Srebrnym Medalem „Zasłużony Kulturze Gloria Artis”[6].
- 2022 - nagroda Stowarzyszenia Wydawców Katolickich - Feniks Główny Złoty[7]

## Publikacje
- Biblia w liturgii dni powszednich, (t1/3), Wydawnictwo Uniwersytetu Kardynała Wyszyńskiego, Warszawa, 1991, UKW0016B18181
- Ksiądz rektor Jan Łach. Kapłan i biblista
- Wprowadzenie do metody interpretacji Nowego Testamentu, Wydawnictwo PETRUS, Kraków 2013
- Dzieje głoszenia Słowa Bożego. Jezus i najstarszy kościół, Wydawnictwo PETRUS, Kraków 2015

## Promotor przewodów doktorskich
- Biblia w Mowach Leona Wielkiego, Kawecki Sławomir (1990)
- Reguły Zgromadzenia Najśw. Odkupiciela jako realizacja wezwania do pójścia za Jezusem (Mk 1, 16-20) głoszącym Ewangelię ubogim (Łk 4,18), Słota Bolesław (1991)
- „Wolność synów” w Mateuszowych logikach Jezusa /Mt 17, 24-27 i Mt 22, 15-22 par./, Żywica Zdzisław (1993)
- Wspólnota chrześcijańska w sytuacji kryzysu (studium egzegetyczno-teologiczne Hbr 5, 11-6, 12), Kasiłowski Piotr (1996)
- Postawa dziecka jako warunek wejścia do królestwa Bożego (Mk 9,33-37 i par.; Mk 10,13-16 i par.), Tulej Andrzej (2000)
- Sens tekstu Łk 14,20, Michnowski Cezary (2003)

- Przypowieści Jezusa (Mt 13) we współczesnym kaznodziejstwie polskim. Studium biblijno-homiletyczne na podstawie kazań drukowanych w periodykach homiletycznych w latach 1945–2005, Zadarko Krzysztof (2008)
- Dalla percezione alla comprensione. Elementi epistemologici nei testi del vangelo marciano riguardanti l’identità e il destino di Gesù (Mc 4,1-20; 8,14-21; 8,22-9,13; frammenti di 14,1-16,8), Wysocki Marek (2010)